# Holden Special Vehicles ClubSport
Holden Special Vehicles ClubSport (сокр. HSV ClubSport) или “Clubby” — полноразмерный автомобиль, выпускавшийся с 1989 по 2017 год австралийской компанией Holden.

## Описание
Впервые HSV Clubsport был представлен в 1989 году. Его прародителем стал Holden Commodore.
Clubsport стал основной моделью начального уровня HSV. Особенности включают в себя стильный обвес, индивидуальный салон, выхлопной комплект, фары и многое другое.

## Галерея

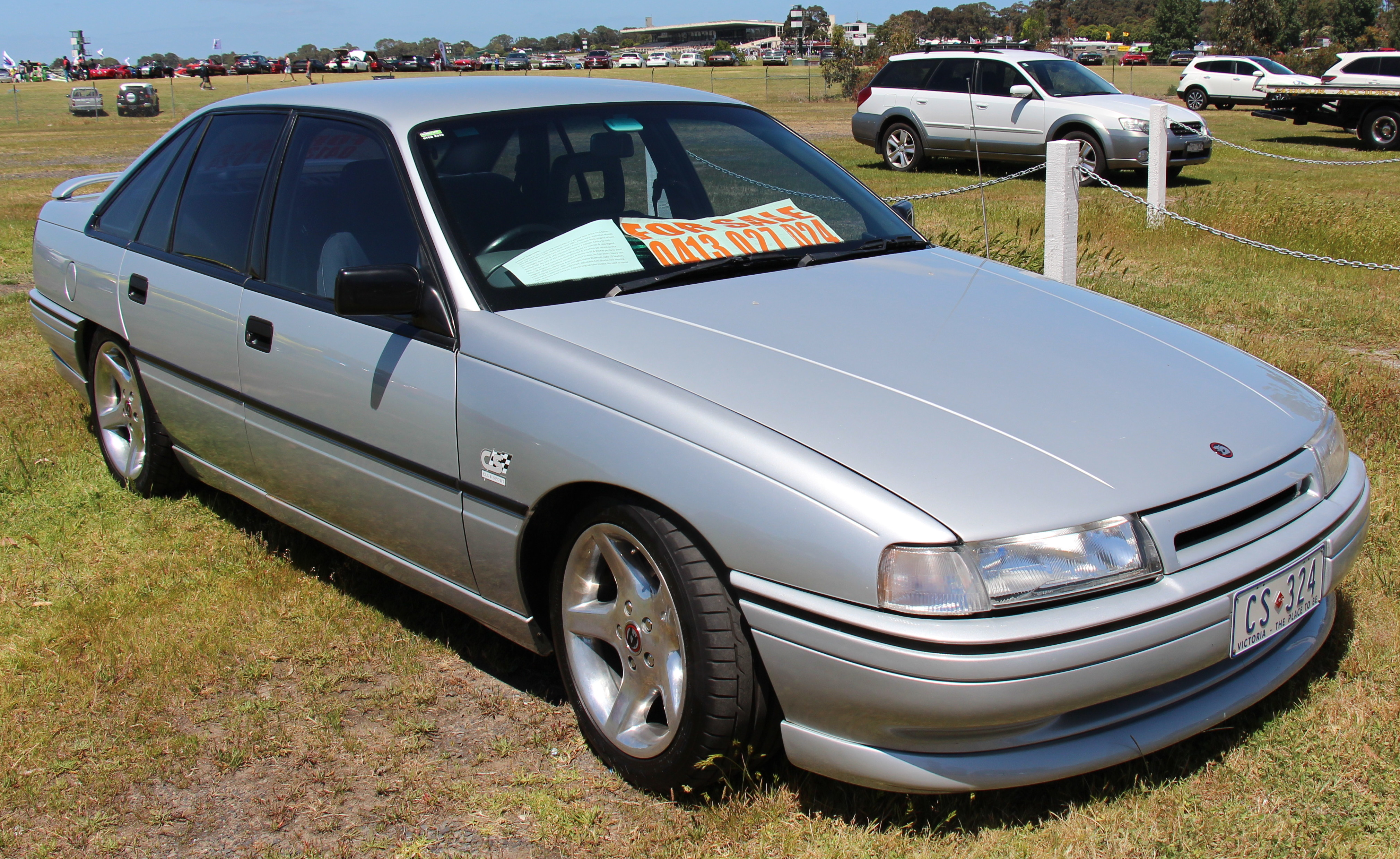
ClubSport (VN)
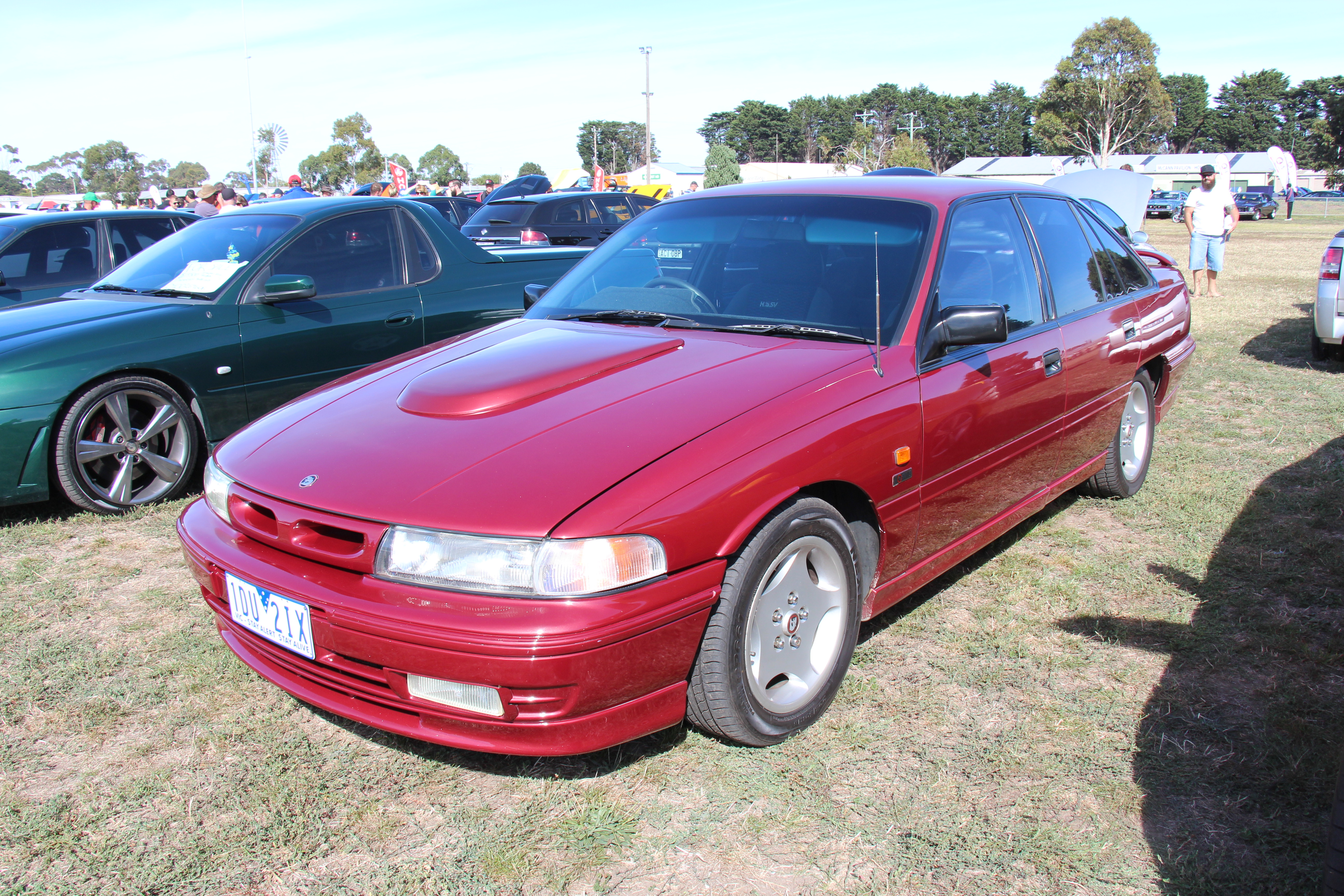
ClubSport (VP)
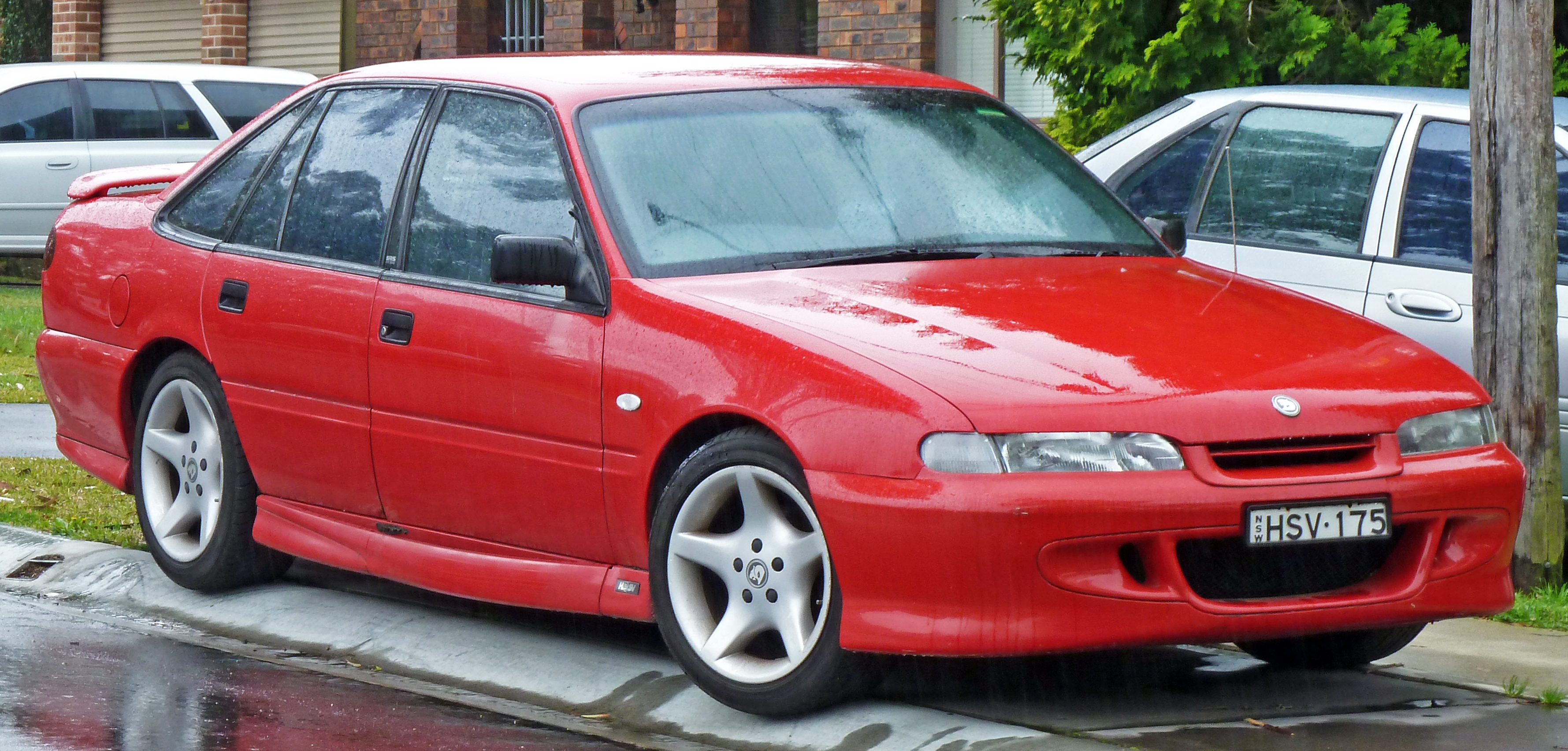
ClubSport (VR)
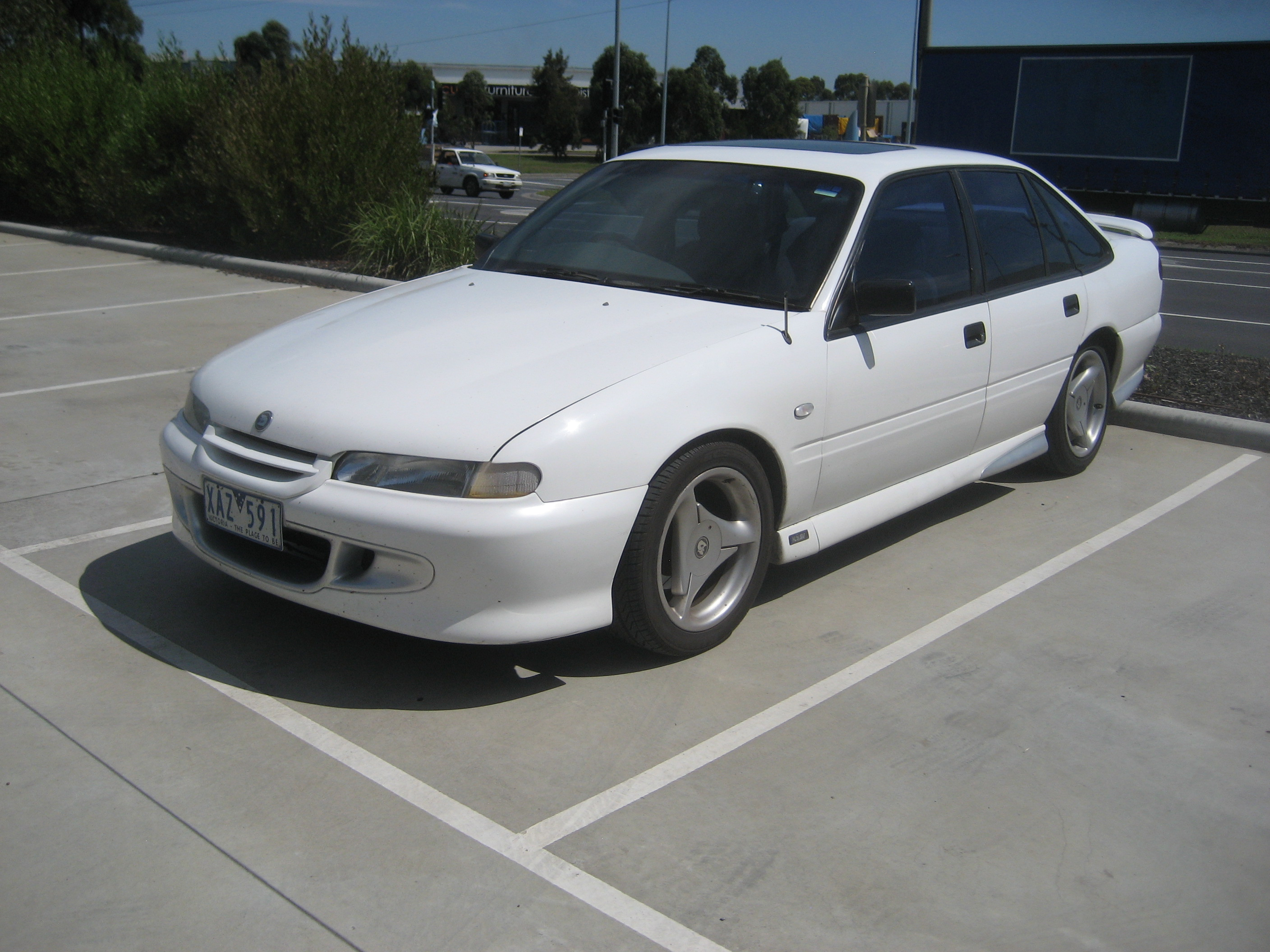
ClubSport (VS)
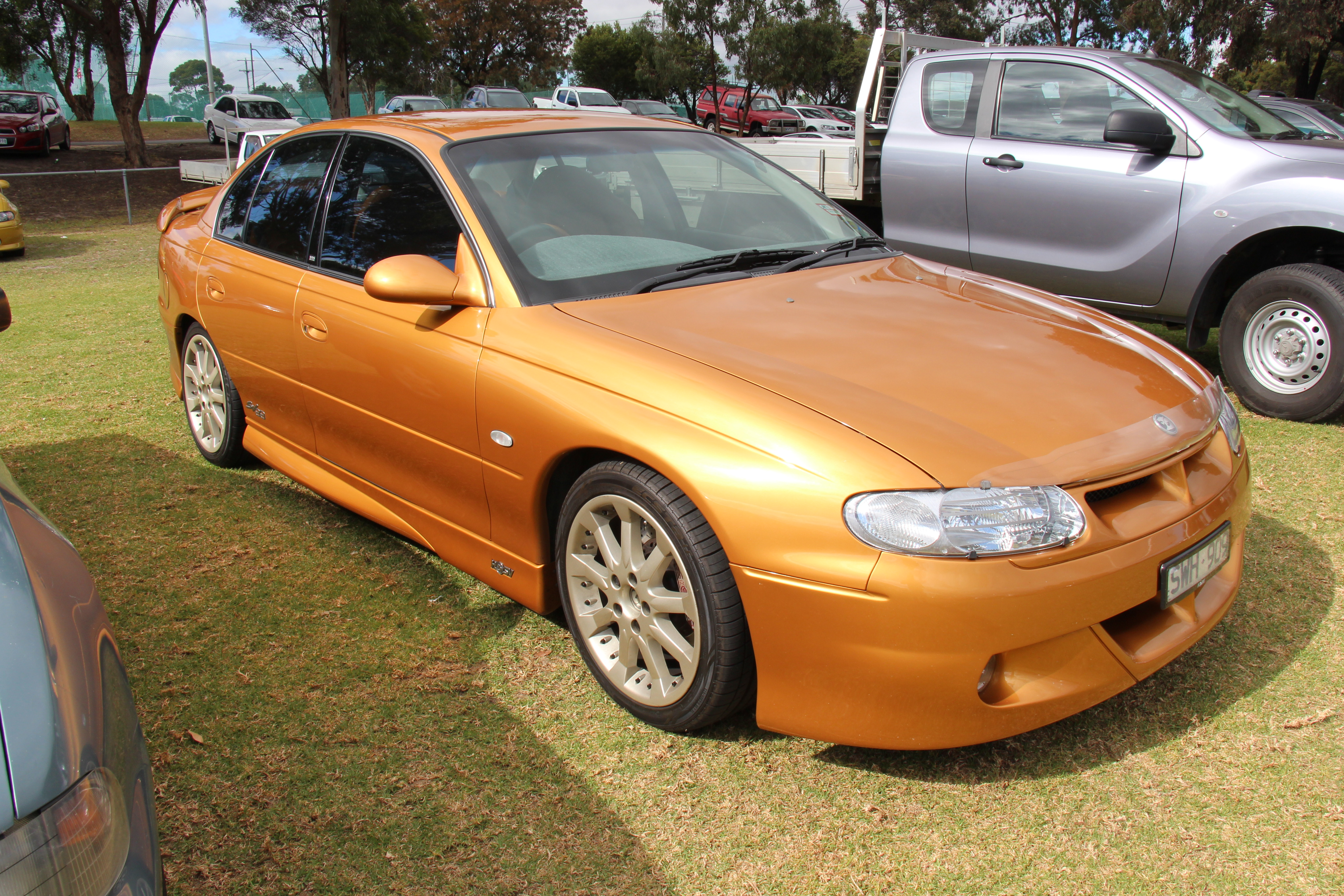
ClubSport (VT)
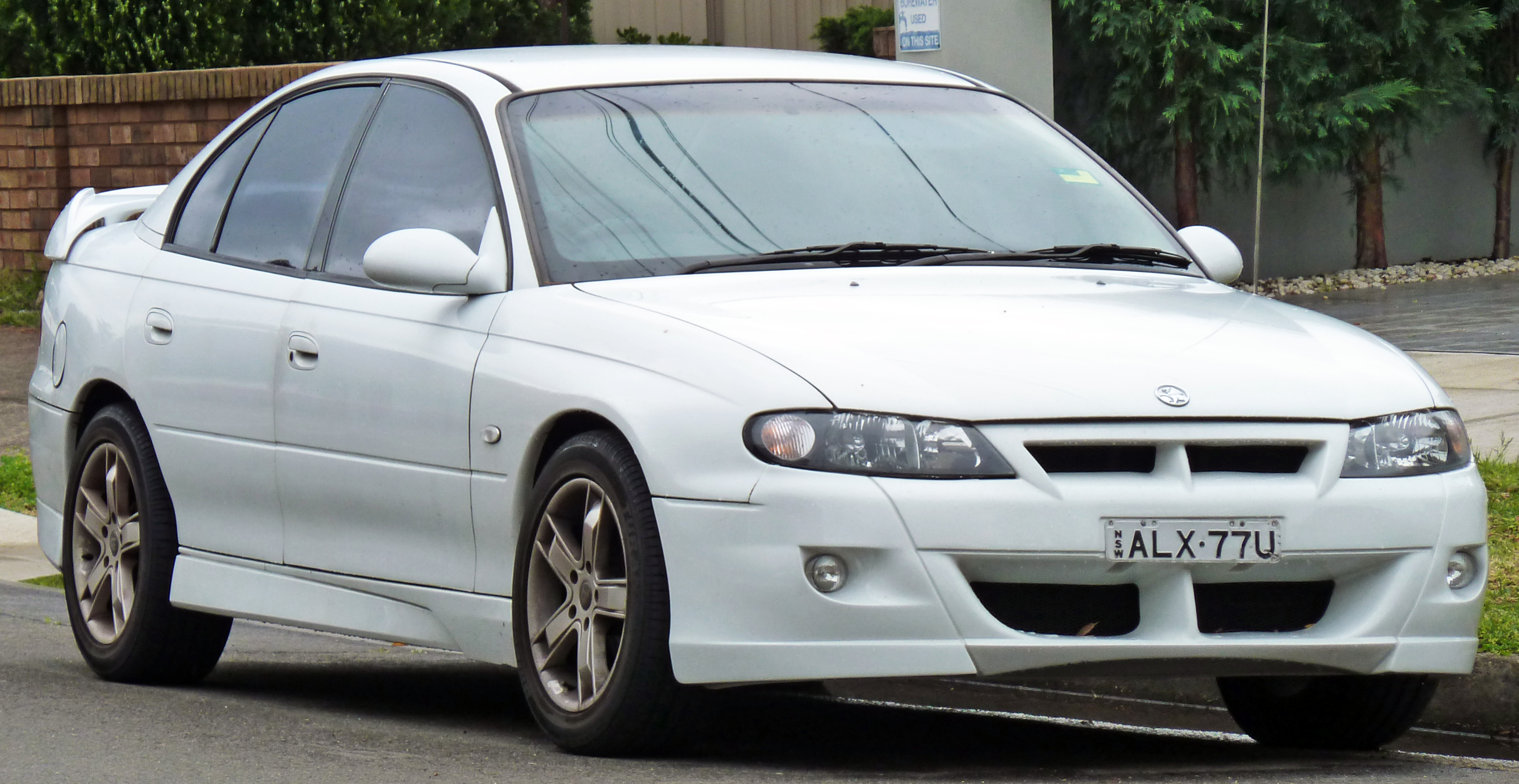
ClubSport (VX)
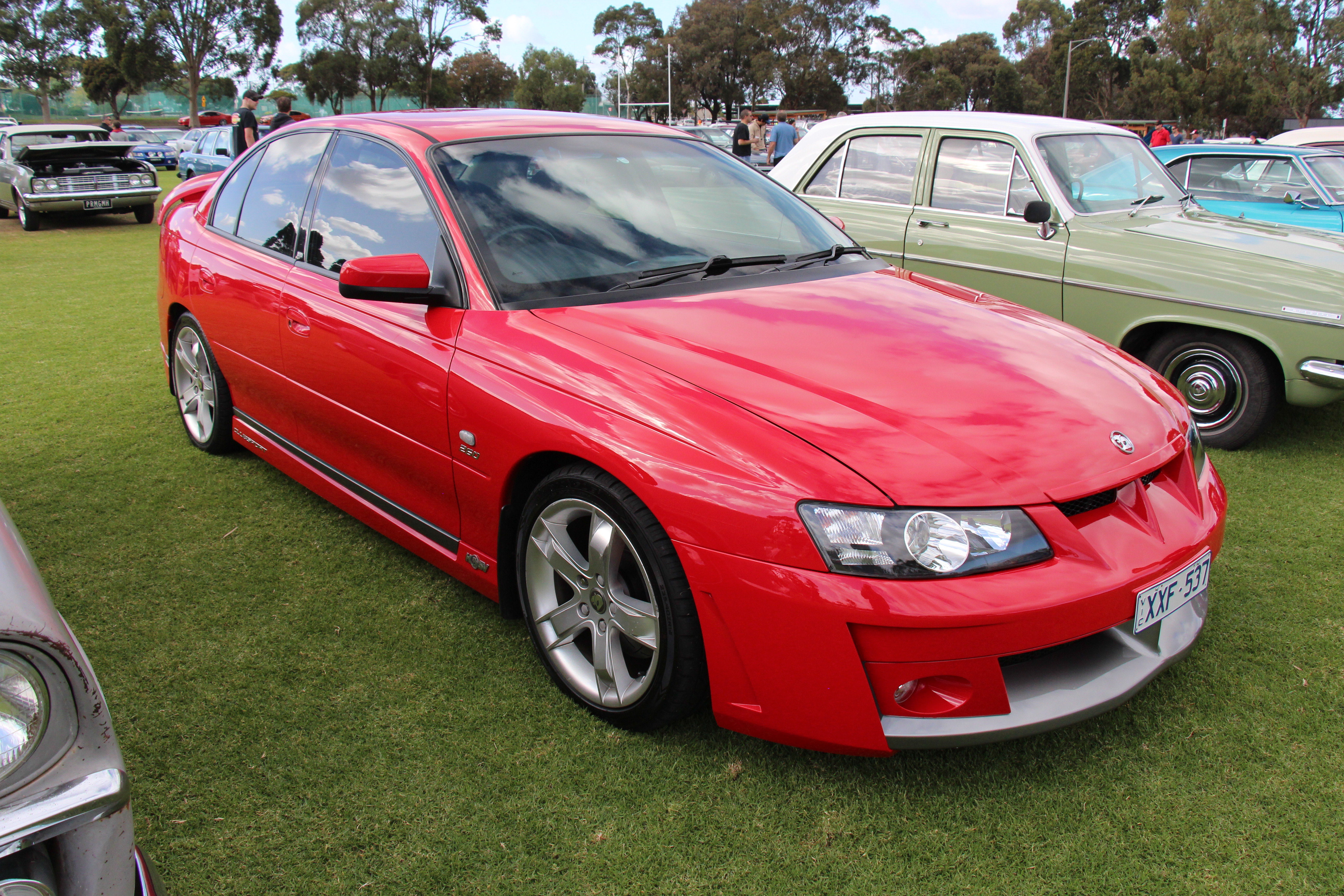
ClubSport (VY)
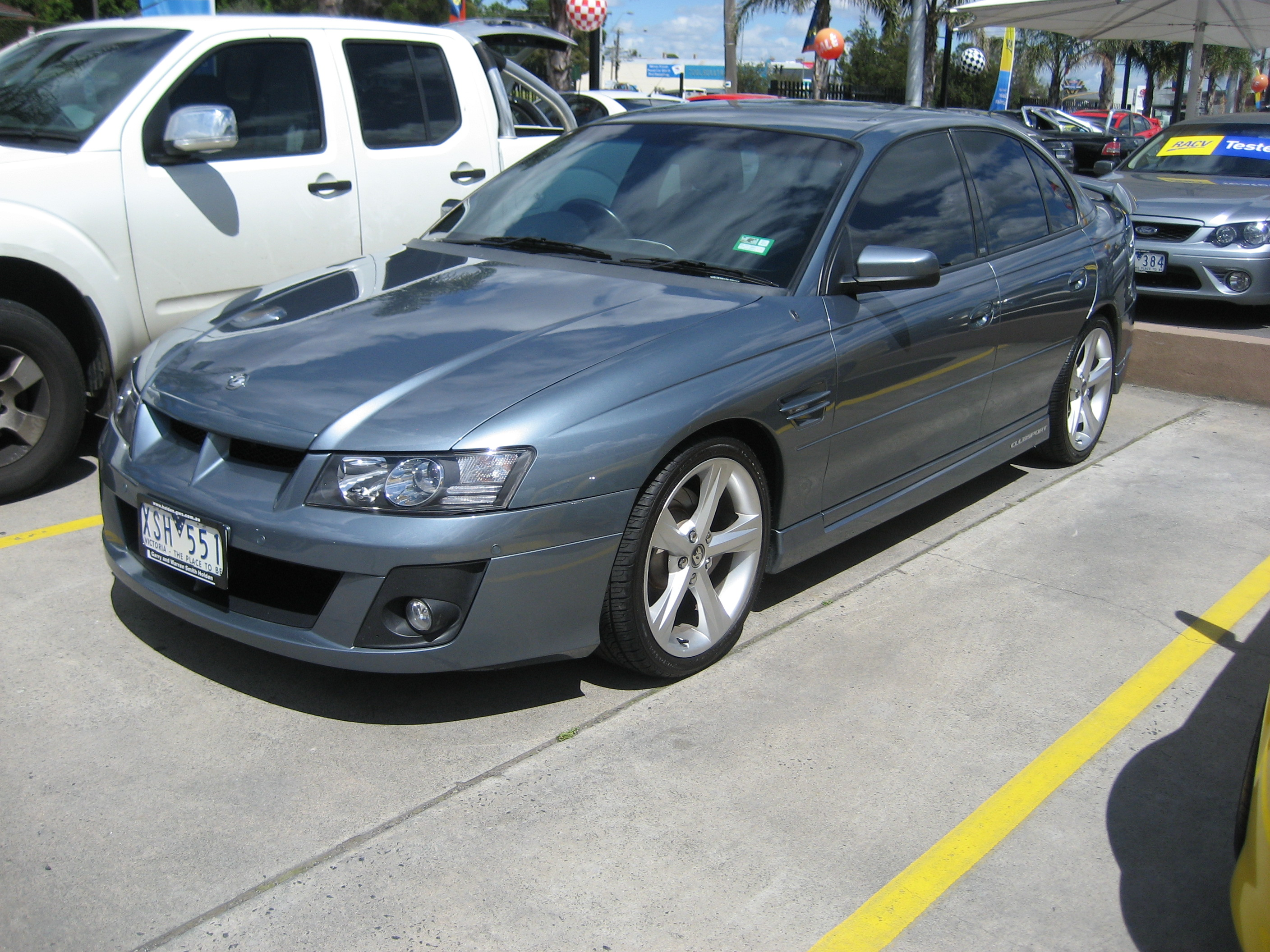
ClubSport (VZ)
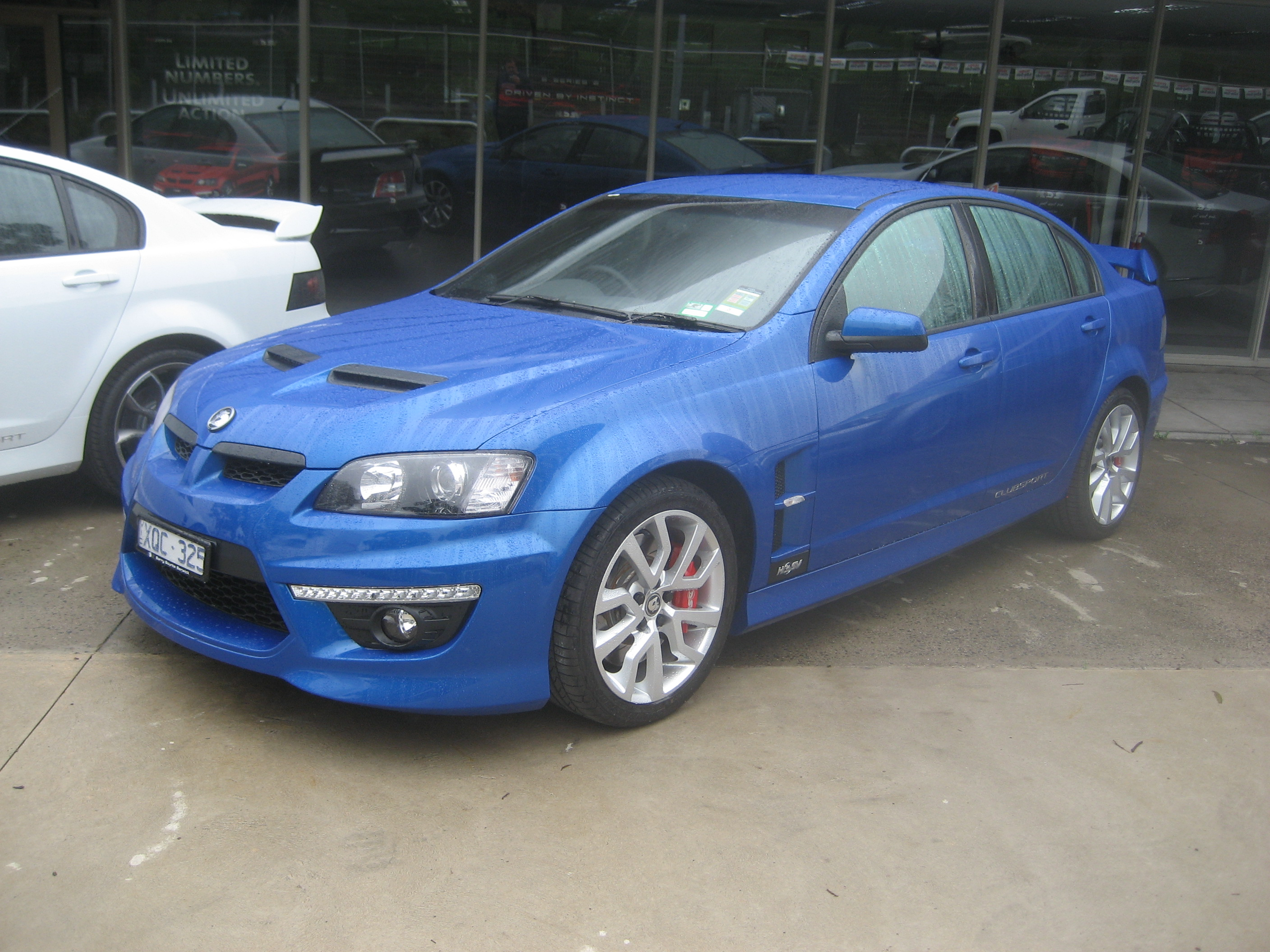
ClubSport (E Series)
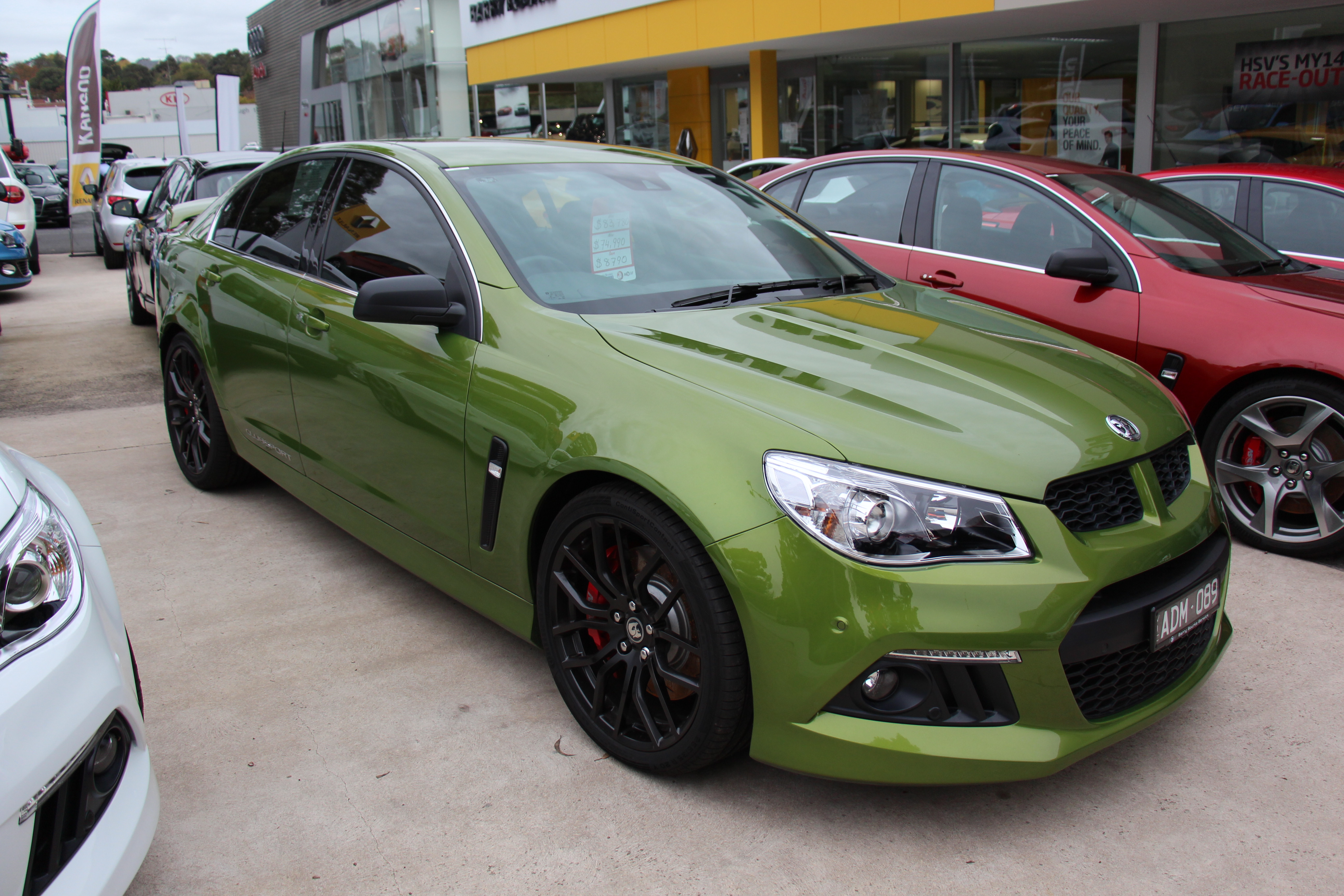
ClubSport (Gen-F)